# Ajrekarella
Ajrekarella är ett släkte av svampar. Ajrekarella ingår i divisionen sporsäcksvampar och riket svampar.